# Neferites II
Neferites II – faraon, władca starożytnego Egiptu. Panował prawdopodobnie w 380 p.n.e. Faraon z XXIX dynastii. Prawdopodobnie syn Achorisa.
Panował tylko 4 miesiące (czerwiec/lipiec - wrzesień/październik 380 p.n.e.). Został obalony przez Nektanebo I założyciela XXX dynastii. Nie zostały odnalezione żadne zabytki z czasu panowania tego władcy, ale jest wymieniany przez Manethona i Kronikę Demotyczną.